# Arteriovenózní malformace
Arteriovenózní malformace (AVM) je svazek rozšířených cév, kde tepenná (arteriální) krev proudí přímo do odvodných žil, mezi tepnou a žílou chybí kapiláry. Krev tedy odtéká z tepen přímo do žil. 
Tyto malformace se mohou vyskytnout kdekoliv v organismu, v mozku ale mohou způsobit závažné problémy při prasknutí. Tento článek dále hovoří o problematice AVM v centrální nervové soustavě.

## Klinický průběh
Projevy AVM se objevují nejčastěji ve věku 15–20 let. AVM působí na mozkovou tkáň útlakem či krvácením - SAK.

### Symptomy
Subarachnoidální krvácení (SAK), epilepsie, intracerebrální hematom. Letalita na SAK z AVM je nižší než u aneurysmatu.

### Diagnostika
Krvácení lze odhalit pomocí výpočetní tomografie (CT) nebo magnetické rezonance. Větší neporušené AVM lze zjistit nástřikem kontrastní látky.

### Léčba
Riziko dalšího prasknutí po ruptuře AVM je cca 4 % za rok. K vyřazení malformace z oběhu se využívají tři metody.
- Chirurgické resekce – využívá se u povrchových a menších AVM, výhodou je okamžité vyřazení z oběhu a tím eliminace epileptických příznaků.
- Ozáření gamma nožem – pokud je nidus AVM maximálně 3 cm, lze využít tuto neinvazivní metodu. Nevýhodou je, že AVM nebude vyřazena z oběhu po dobu ještě 1–3 let, tudíž vyšší riziko SAK.
- Endovaskulární embolizace – tato metoda se příliš nevyužívá samostatně.[2]